# Köinge
Köinge ist ein Ort (tätort) in der schwedischen Provinz Hallands län und der historischen Provinz Halland.

## Geschichte
Köinge war über mehrere Jahrhunderte ein Gerichtsort. Im 17. Jahrhundert wurde Köinge als Ort der Thingstätte der Harde Faurås härad gewählt. Damit wurde eine Tradition als Gerichtssitz begründet, die erst 1906 endete, als das damalige Landgericht verlegt wurde und auch das Gerichtsgebäude, das seit 1835 gegenüber dem örtlichen Friedhof steht, seine Bedeutung verlor. Die letzte Hinrichtung fand 1831 statt und wurde auf dem Galgenberg der Harde, dem etwa 800 Meter westlich des Gerichts gelegenen „Galgabjär“, vollstreckt.

## Wirtschaft und Infrastruktur
Bis 1936 gab es in Köinge eine Gastwirtschaft und bis vor wenigen Jahren auch ein Delikatessengeschäft und eine Bankfiliale. Eine Tankstelle existierte bis 2007 im Ort.
Von 1894 bis 1959 war Köinge ein Haltepunkt an der Bahnstrecke Falkenberg–Limmared. Nach der Einstellung des Zugbetriebs diente das Gebäude für einige Jahre als Postamt; heute ist es eine Bibliothek mit Clubraum.

## Persönlichkeiten
Göran Karlsson, der Gründer des Gekås-Kaufhauses in Ullared, lebte in der zweiten Hälfte seines Lebens in der Gemeinde.